# Orquesta Filarmónica de Budapest

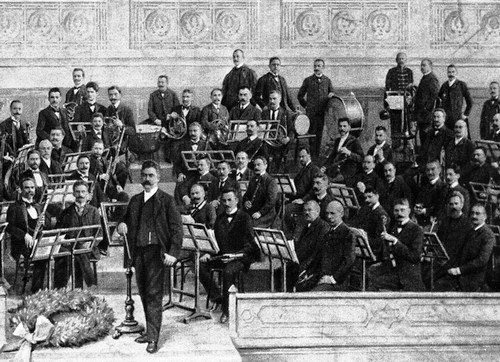
La Orquesta Filarmónica de Budapest y su director, Stephen Kerner.

La Orquesta Filarmónica de Budapest (en húngaro: Budapesti Filharmóniai Társaság Zenekara) es la orquesta más antigua de Hungría. Fue fundada en 1853 por Ferenc Erkel, bajo los auspicios de la Sociedad Filarmónica de Budapest. Durante muchos años fue la única orquesta profesional de Hungría. El conjunto es un cuerpo independiente, ahora organizada por los músicos de la ópera húngara, dirigida por el presidente-director y la junta directiva. Su principal sala de conciertos es la Ópera Nacional de Hungría donde se dan alrededor de diez conciertos por año.
Desde su fundación compositores famosos han dirigido a la orquesta. Franz Liszt viajó regularmente a Budapest y apareció como director invitado. También fueron directores invitados durante los últimos 150 años Brahms, Dvořák y Mahler.
La Orquesta Filarmónica de Budapest ha realizado numerosas giras de conciertos a otros países europeos, Estados Unidos y Japón. La orquesta ha realizado grabaciones para los sellos discográficos Supraphon, Qualiton y Hungaroton.

## La historia
Los miembros originales de la orquesta procedían del Teatro Nacional de Hungría. Su primer concierto fue el 20 de noviembre de 1853, bajo la batuta de Ferenc Erkel. El programa incluyó obras de Beethoven (Séptima Sinfonía), Mozart, Mendelssohn y Meyerbeer.
Cabe destacar los siguientes hitos:
- 25 de marzo de 1865: estreno en Budapest de la Sinfonía n.º 9 de Beethoven.[5]
- 16 de diciembre de 1870: estreno de la Cantata de Beethoven de Liszt (n.º 2, S. 68), compuesta para el centenario del nacimiento de Beethoven, dirigida por el compositor.[5]
- 9 de noviembre de 1881: estreno absoluto del Concierto para piano n.º 2 de Johannes Brahms, interpretado por el propio compositor bajo la batuta de Alexander Erkel[6]
- 19 de marzo de 1888: estreno en Hungría del Réquiem de Berlioz, dirigido por Sándor Erkel[5]
- 20 de noviembre de 1889: estreno absoluto de la Sinfonía n.º 1 Titán de Mahler, dirigida por el compositor[5]
- 8 de abril de 1907: estreno en Hungría del oratorio Christus de Liszt. Fue el último concierto del director Hans Richter con la orquesta.[5]

Muchos compositores húngaros han compuesto obras especialmente para la orquesta, incluyendo Erkel, Liszt, Goldmark, Dohnányi, Bartók, Kodály, Weiner, Kadosa y Szokolay.
Muchos compositores extranjeros destacados han dirigido o interpretado sus obras con la Orquesta Filarmónica: Brahms, Dvořák, Mahler, Mascagni,  Prokófiev, Ravel, Respighi, Richard Strauss y  Stravinski. También han dirigido la orquesta personalidades como Dénes Agay, Eugen d'Albert, Édouard Colonne, Arthur Nikisch, Gabriel Pierné, Felix von Weingartner, Bruno Walter, Erich Kleiber y Otto Klemperer.

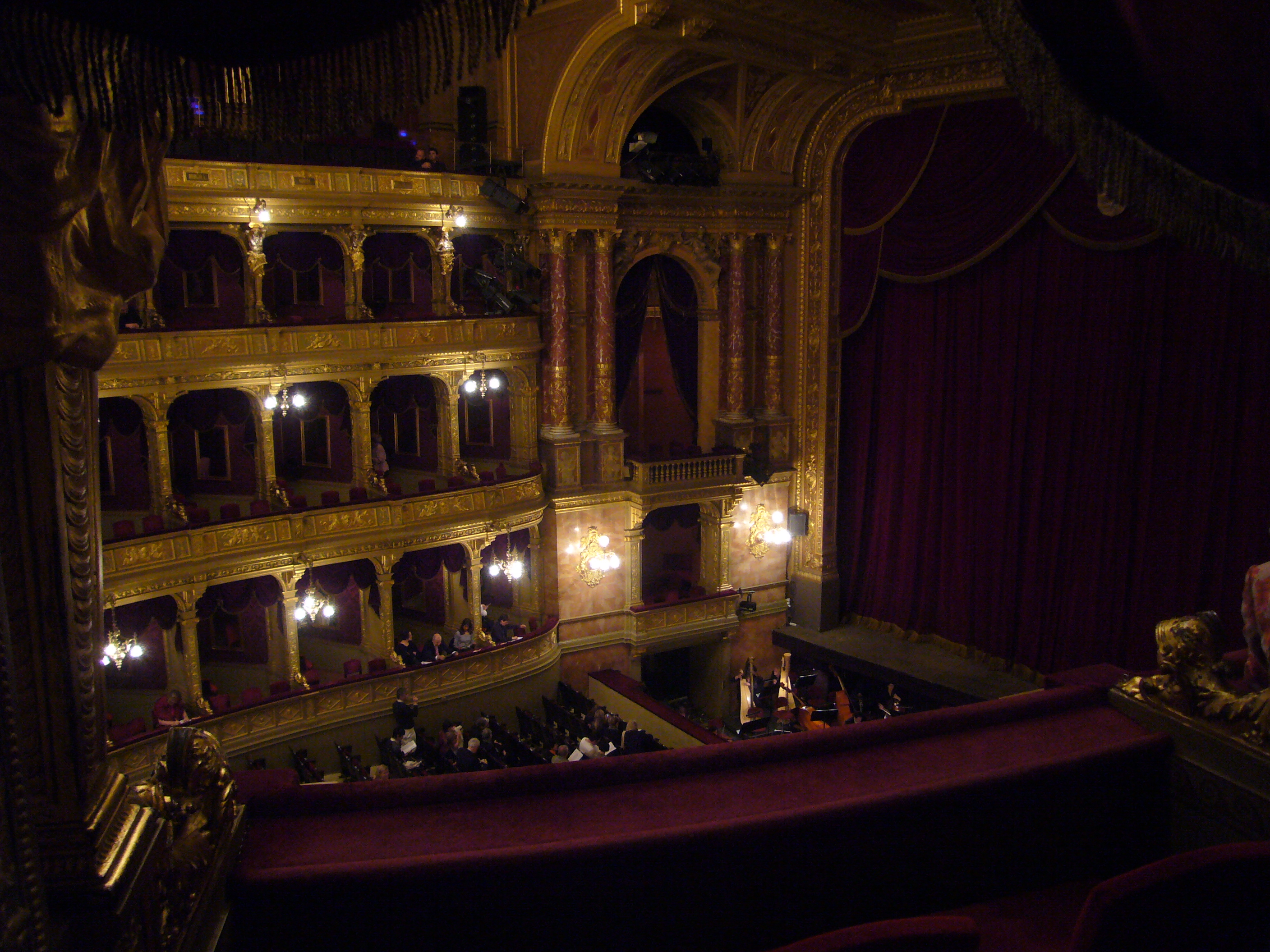
Ópera Nacional de Hungría, la principal sala de conciertos de la orquesta.

## Presidentes-directores
Los presidentes-directores de la orquesta han sido:
- 1835-1871: Ferenc Erkel
- 1875-1900: Sándor Erkel (hijo de Ferenc Erkel)
- 1900-1918: István Kerner
- 1919-1944: Ernő Dohnányi
- 1960-1967: János Ferencsik
- 1967-1986: András Kóródi
- 1989-1994: Erich Bergel
- 1997-2005: Rico Saccani[1]
- 2011-2014: György Győriványi Ráth
- 2014-presente: Pinchas Steinberg